# غويليرمي فيريرا
غويليرمي فيريرا هو لاعب كرة قدم برتغالي في مركز الهجوم، ولد في 17 أبريل 1991. لعب مع مافرا.

## وصلات خارجية
- غويليرمي فيريرا على موقع Soccerway.com (الإنجليزية)